# Kirishima, Kagoshima
Kirishima (霧島市 Kirishima-shi) là một thành phố thuộc tỉnh Kagoshima, Nhật Bản.

## Thư viện ảnh

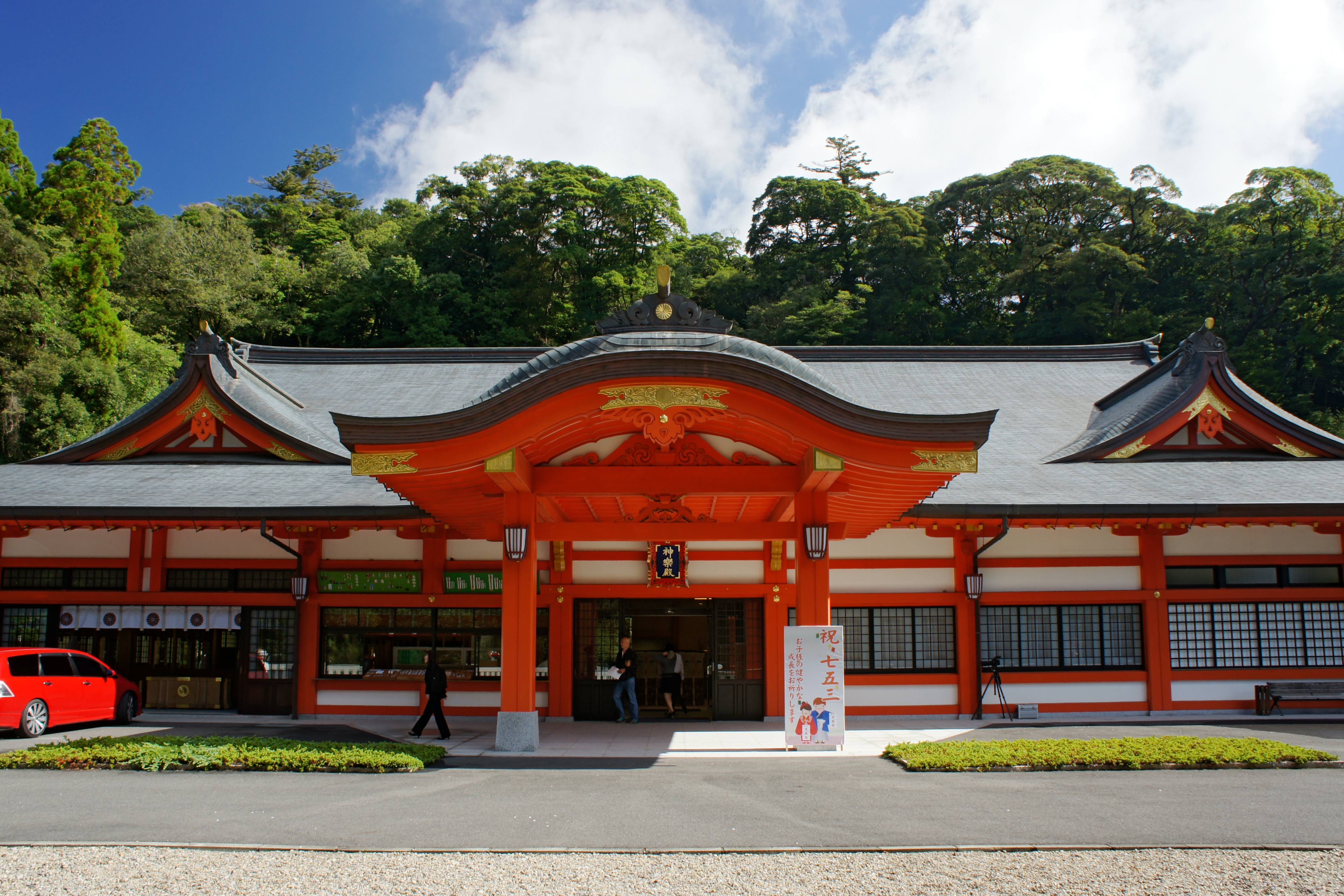
霧島神宮
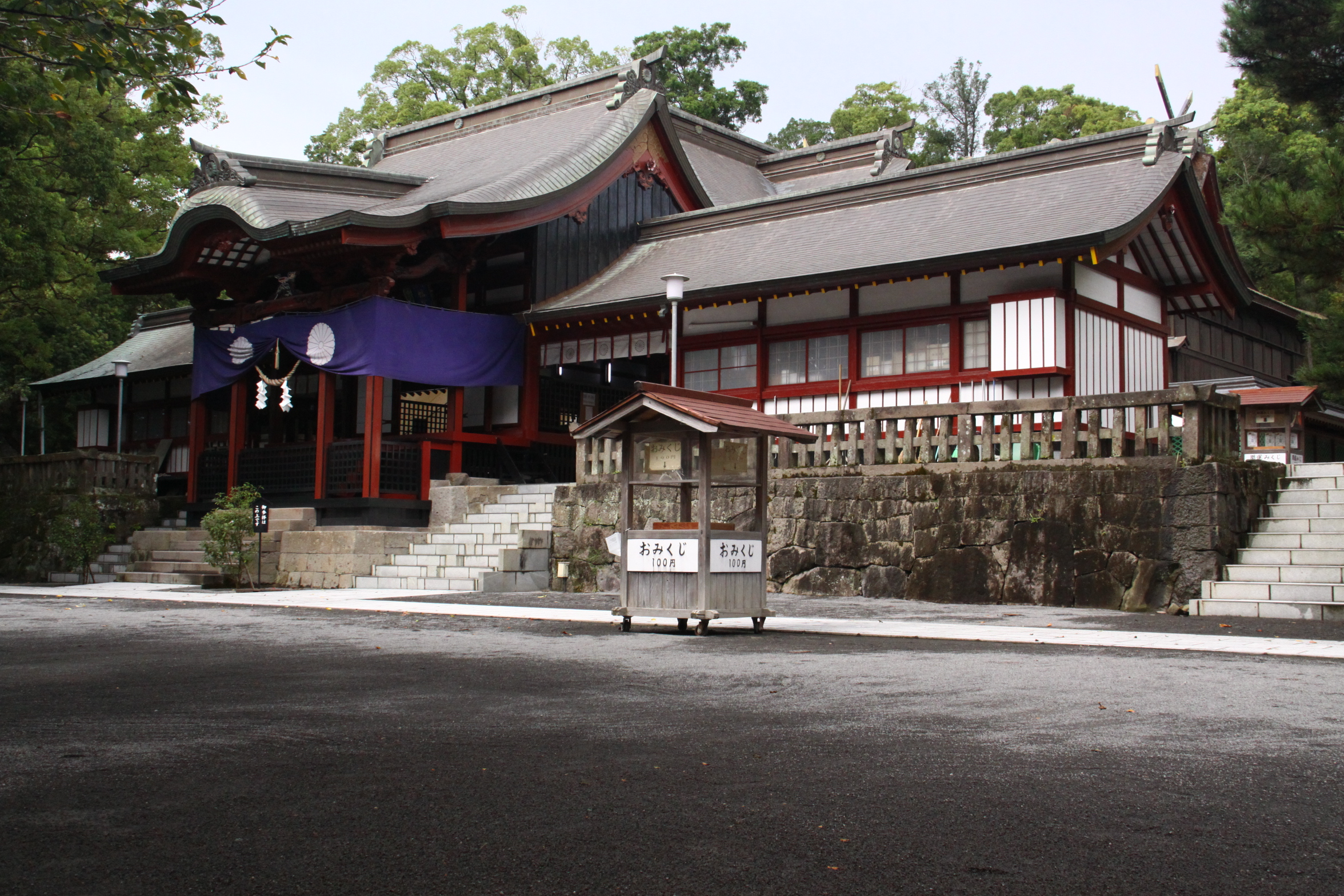
鹿児島神宮
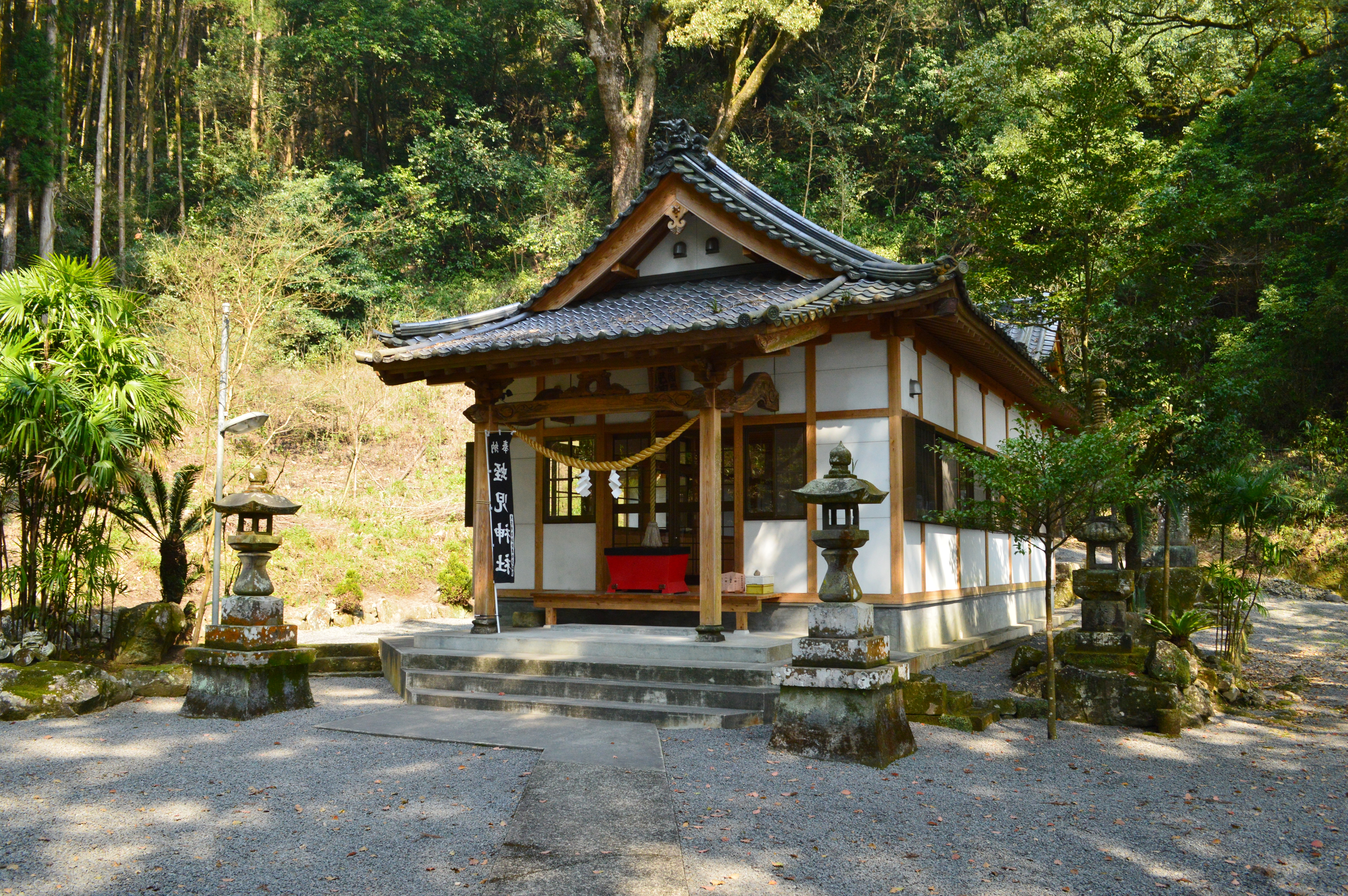
蛭児神社
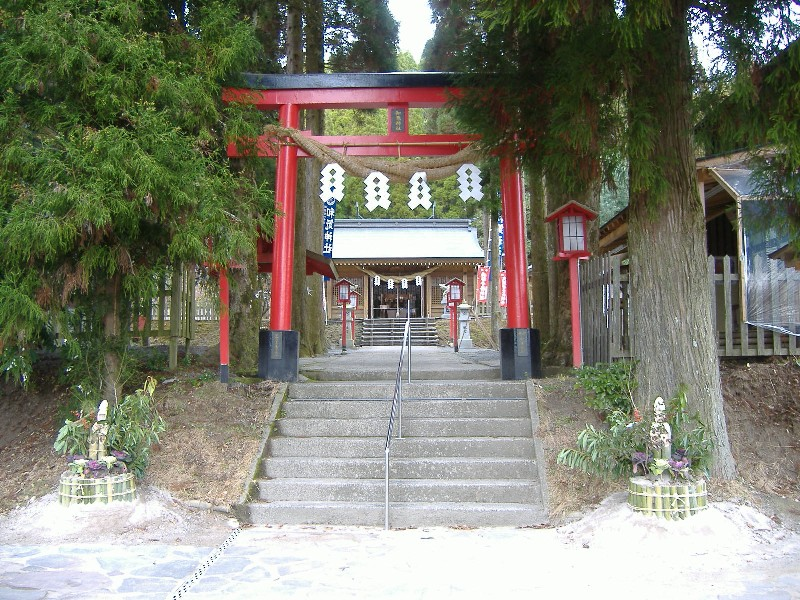
和気神社
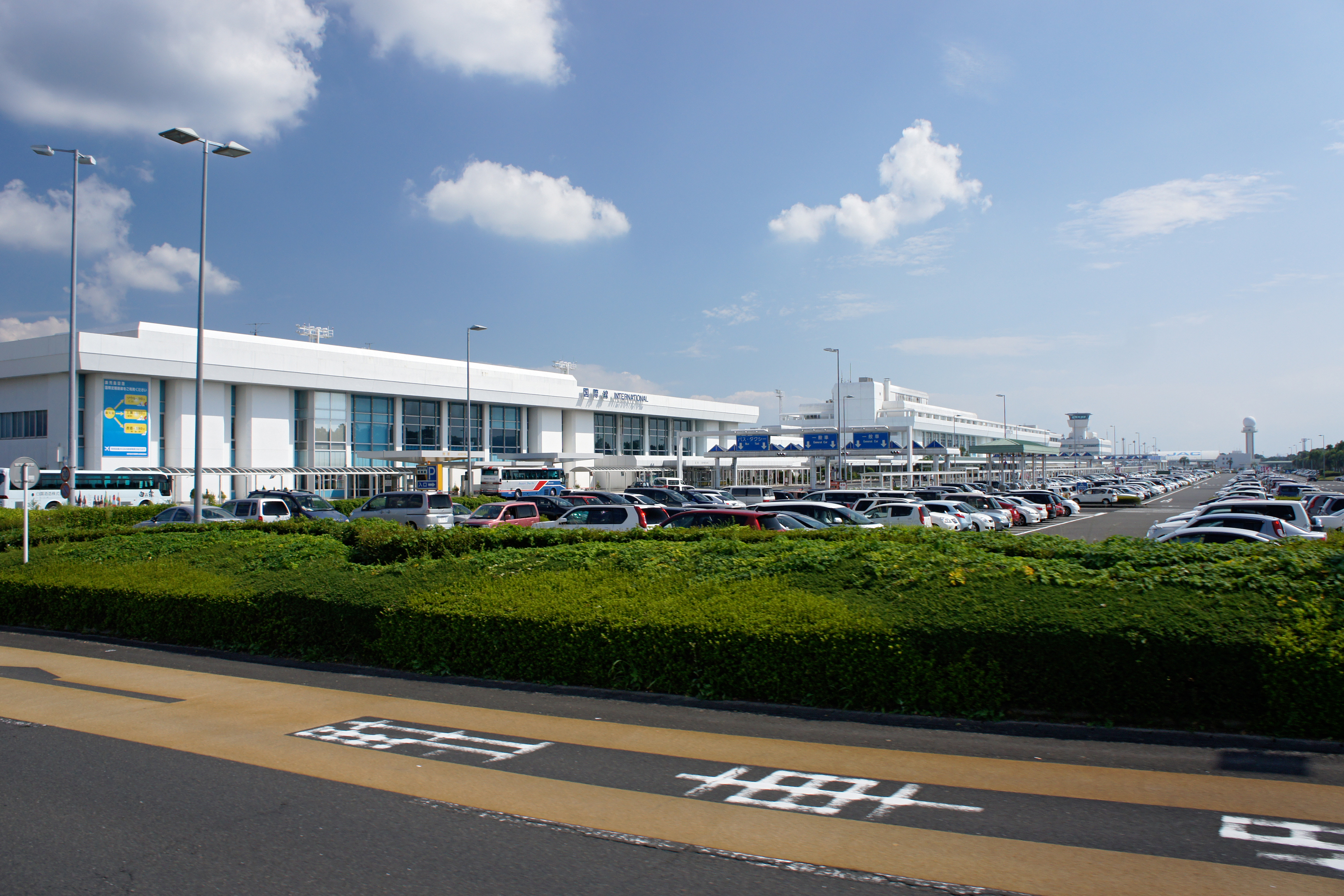
鹿児島空港
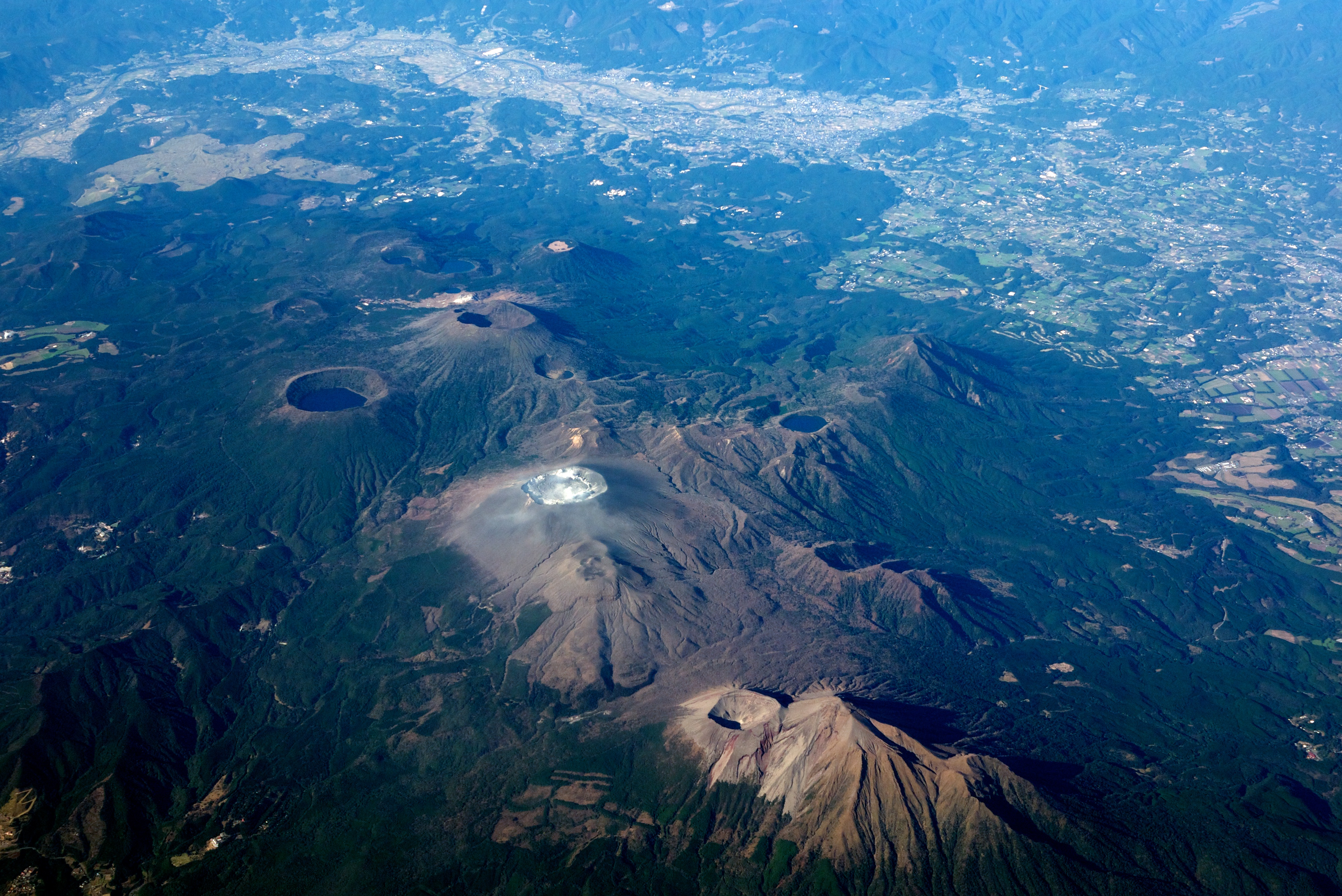
霧島山
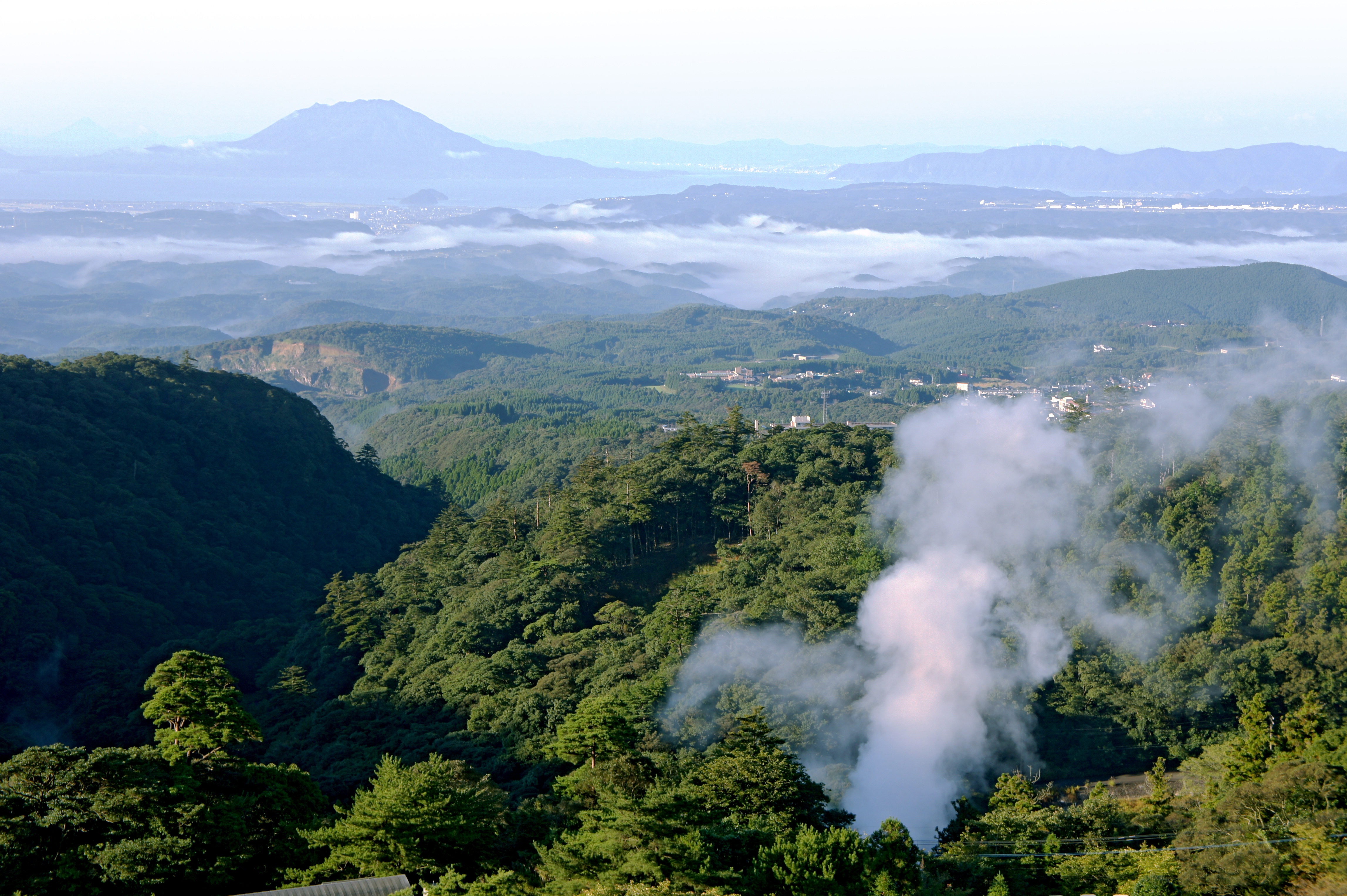
霧島温泉
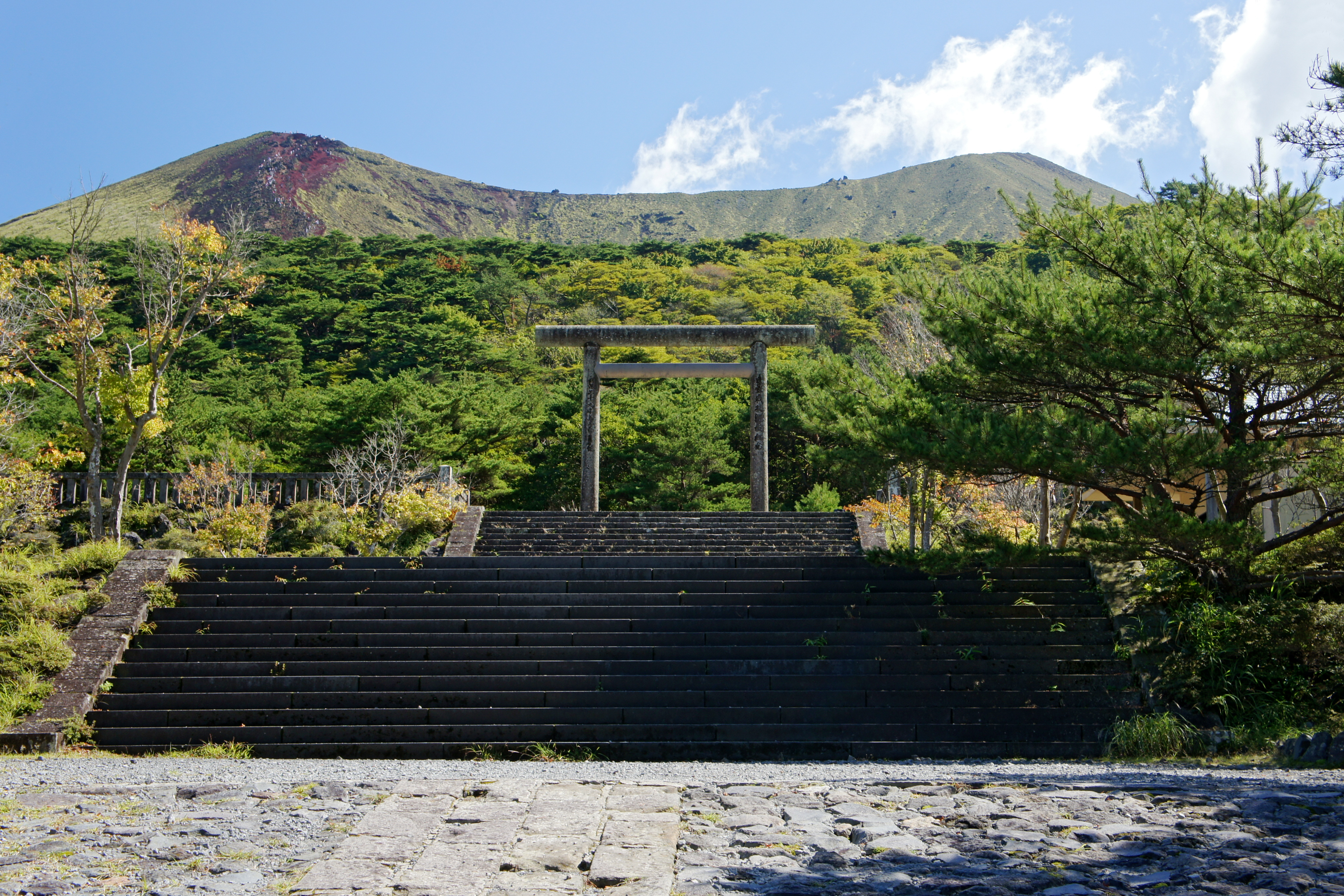
高千穂河原
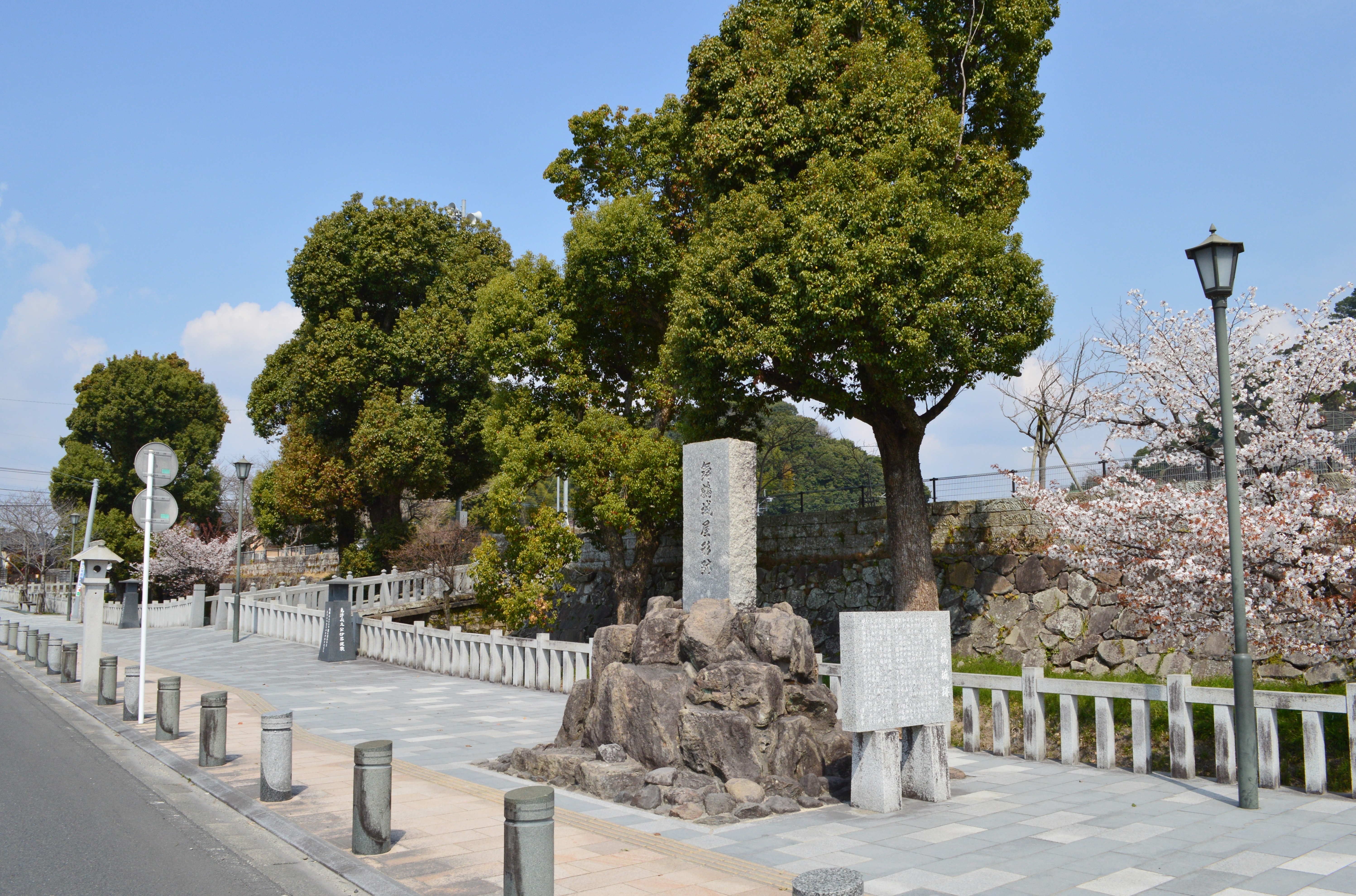
国分寺跡
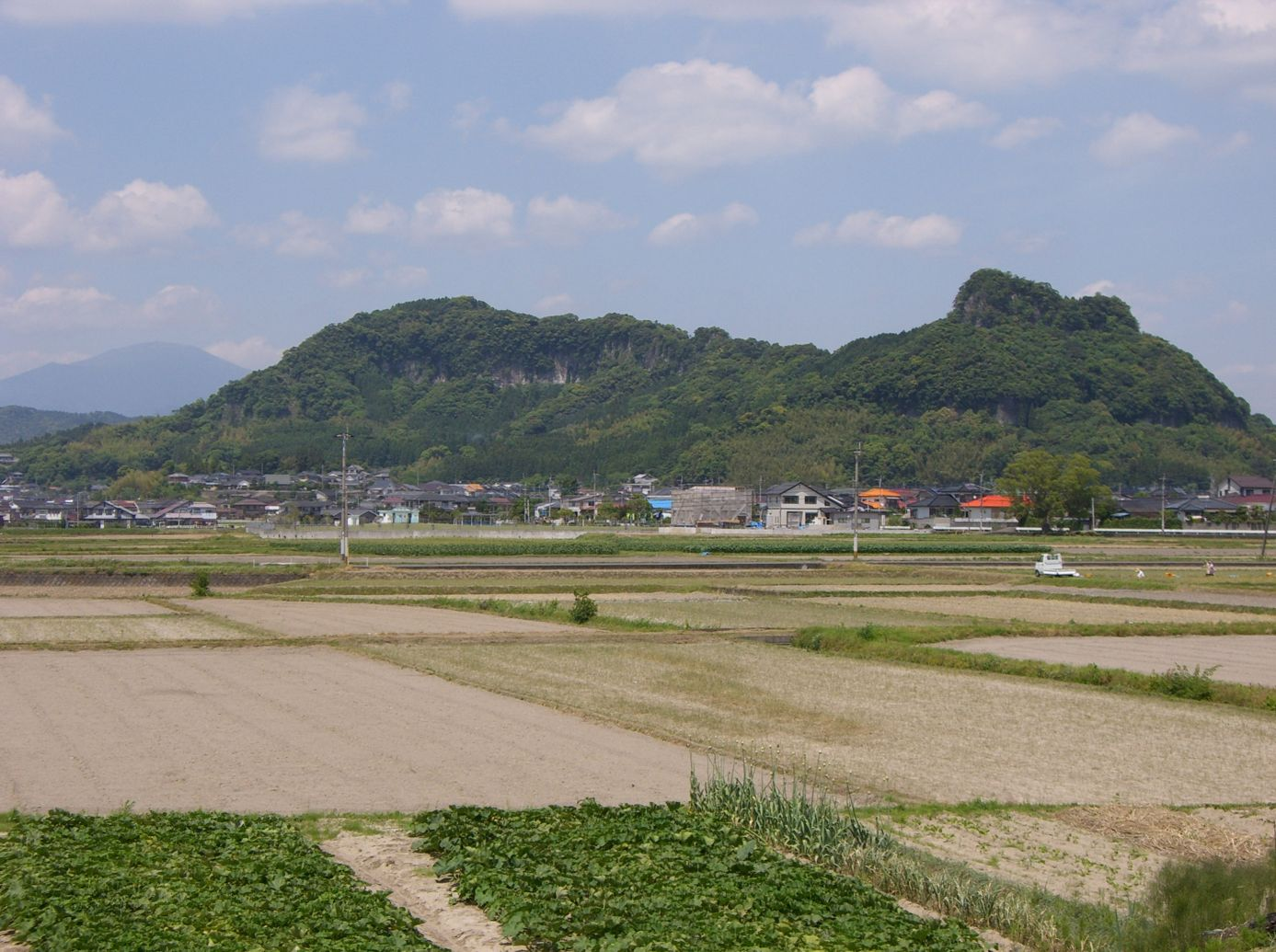
姫木城跡
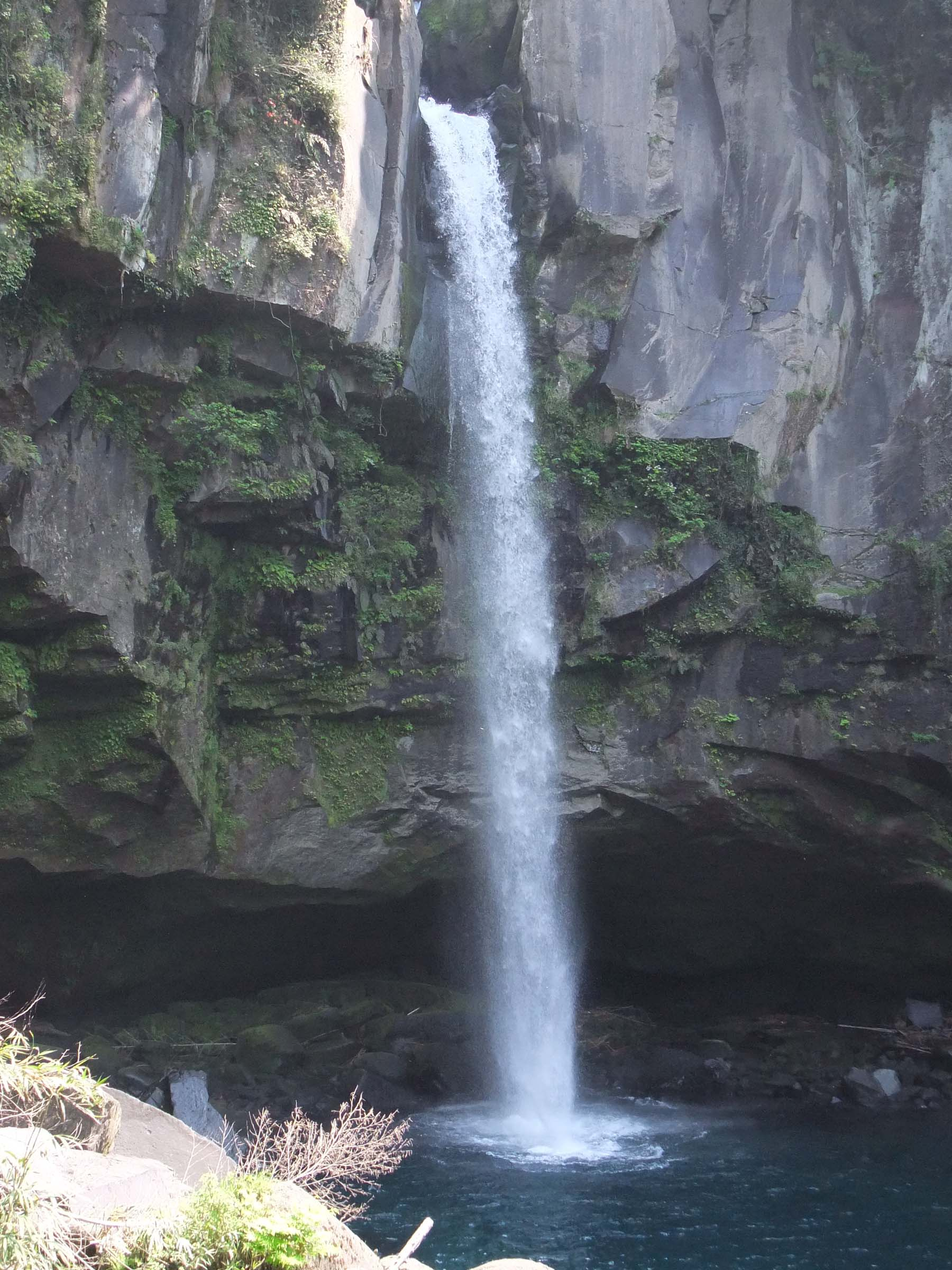
犬飼滝
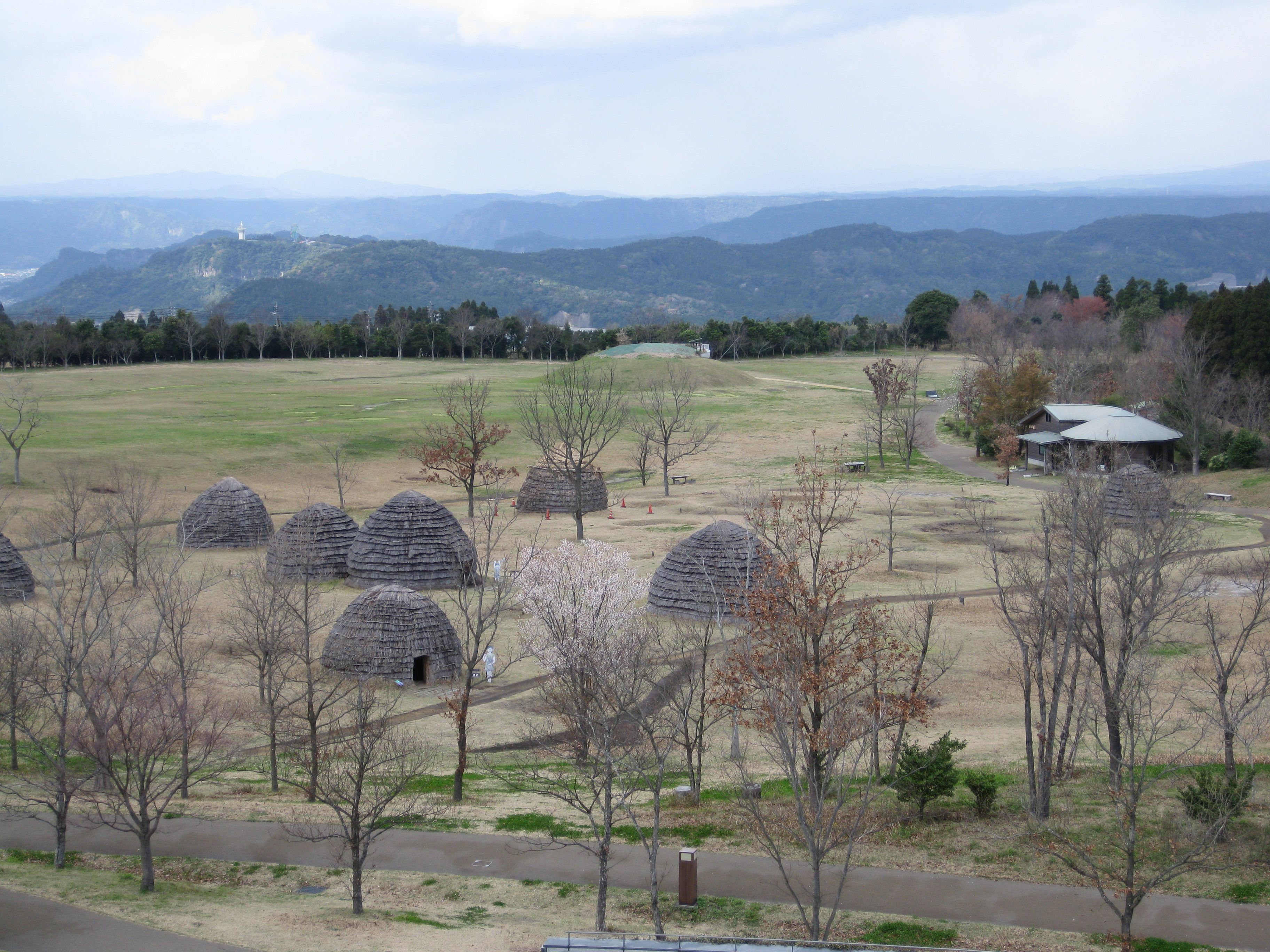
上野原遺跡
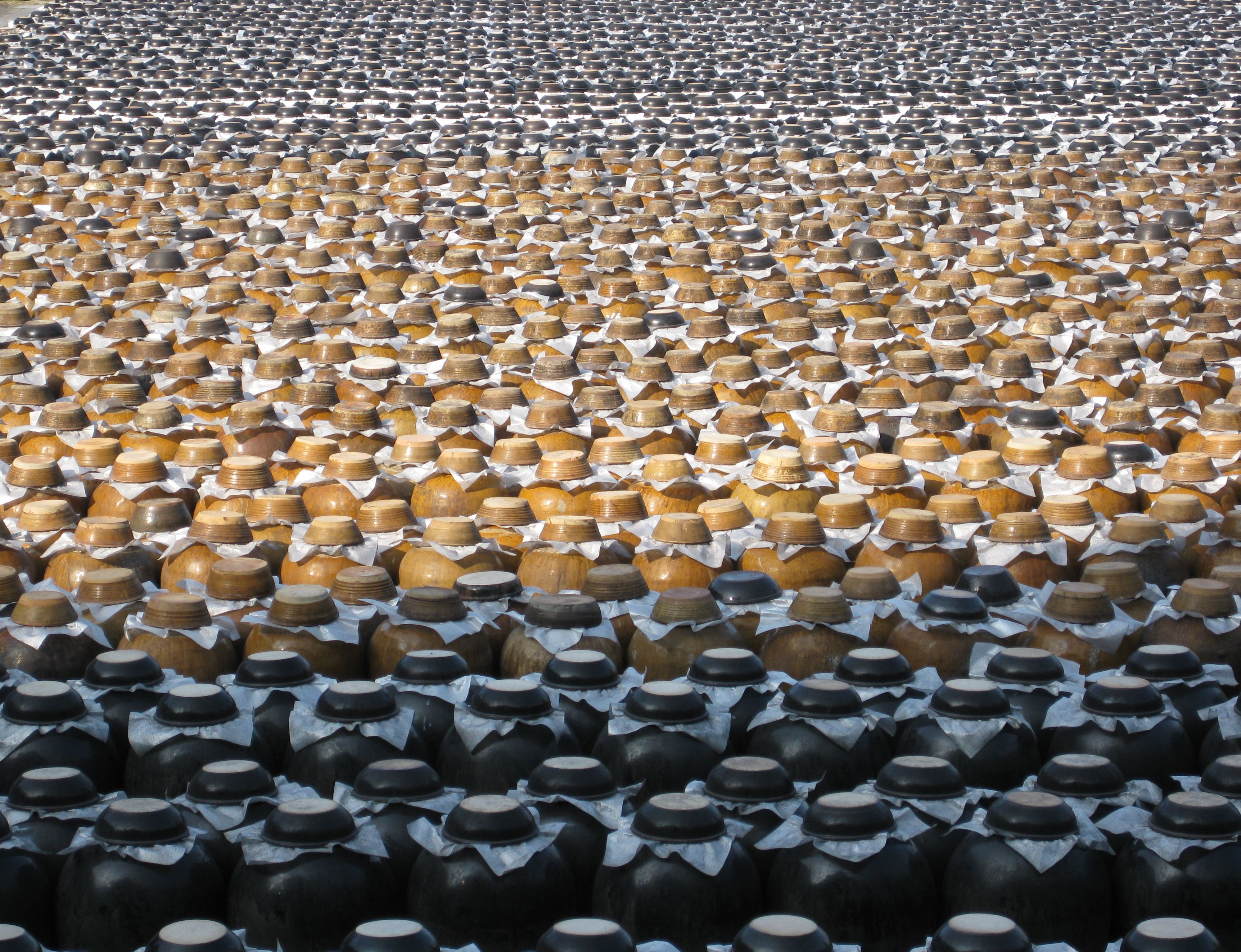
福山酢の壺畑
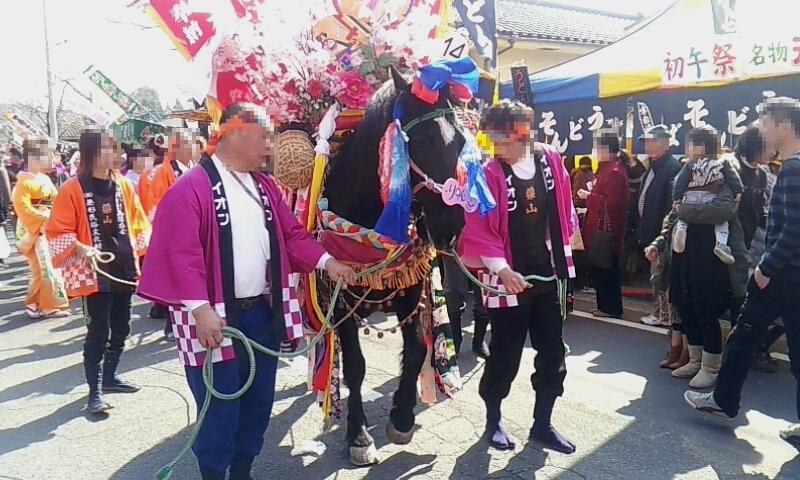
初午祭